# Saison 2020 de l'Impact de Montréal
 (décembre 2020).
Maillots
Chronologie
Saison précédente Saison suivante
La saison 2020 de l'Impact de Montréal est la neuvième saison en Major League Soccer (D1 nord-américaine) de l'histoire du club et celle de sa quatrième participation à la Ligue des champions de la CONCACAF.

## Résumé de la saison

### Pré-saison
La nouvelle saison de l'Impact débute par un grand évènement médiatique: l'arrivée de l'ancien joueur vedette français Thierry Henry au poste d'entraîneur.
L'annonce de cette nomination procure à l'Impact de Montréal un grand écho médiatique international : le quotidien sportif français l'Équipe, pourtant peu coutumier de traiter le soccer nord-américain, va jusqu'à consacrer sa une à cet évènement,.
Après un premier échec à l'AS Monaco, Thierry Henry souhaitait entrainer en MLS (ligue dans laquelle il a terminé sa carrière de joueur) et contacte la franchise montréalaise afin de proposer ses services.
Contrairement à son prédécesseur Rémi Garde, Thierry Henry sera aidé dans son travail par le directeur sportif d'origine belge Olivier Renard, arrivé au club en septembre.
Le camp de préparation débute le 14 janvier 2020 et se déroule en deux parties en Floride, à Orlando puis à St. Petersburg.
Le marché des transferts est marqué par le départ de Nacho Piatti, qui après six années au club souhaitait retourner en Argentine à San Lorenzo. L'Impact lors de l'intersaison enregistre également les départs de Bacary Sagna, Daniel Lovitz ou Victor Cabrera...
Du côté des arrivées, l'Impact investit l'argent libéré par Nacho Piatti par la signature du joueur désigné Victor Wanyama. Outre l'expérimenté Romell Quioto, le recrutement montréalais donne aussi la priorité à de jeunes joueurs avec un potentiel de revente : Ballou Tabla et Brault-Guillard sont transférés définitivement, Joel Waterman arrive en provenance de la récente ligue canadienne ainsi que Luis Binks issu du centre de formation de Tottenham.

### Saison régulière

#### Début de saison
Après une série de matchs amicaux aux résultats peu convaincants, Thierry Henry modifie le 4-3-3 jusqu'à présent mis en place pour un 3-5-2 lors du premier match de la saison contre  le Deportivo Saprissa en ligue des champions. Cette évolution réussit au onze montréalais qui sur l'ensemble des deux matchs parvient à se qualifier pour les quarts de finale. Pour sa première en MLS comme entraineur, Thierry Henry reconduit le même système de jeu et s'impose au stade olympique contre le Revolution de la Nouvelle-Angleterre.
La suite de ce début de saison est marquée par la suspension de la MLS et de la Ligue des champions à partir du 12 mars en raison de la pandémie de Coronavirus. L'équipe est autorisée par la santé publique du Québec à reprendre les entrainements individuels au centre Nutrilait à partir du 25 mai.

#### Tournoi MLS is back
Afin de relancer la saison dans un contexte épidémique, la MLS organise en huis clos à Orlando le tournoi MLS is back. Ce tournoi suit le même schéma qu'une coupe du monde. Les matchs de la phase préliminaire comptent pour le classement de la ligue et l’équipe qui remporte la compétition est qualifiée pour la Ligue des champions de la CONCACAF en 2021.
L'Impact débute dans ce tournoi le 9 juillet. Malgré deux défaites en ouverture face au Révolution de la Nouvelle-Angleterre et le Toronto FC, l'Impact termine parmi les quatre meilleurs troisièmes des phases de groupe, et accède aux huitième de finale du tournoi. Le parcours du onze montréalais s'achève dès ce stade de la compétition face à Orlando,.

#### Reprise de la saison
Toujours dans un contexte épidémique, la MLS reprend pour l'Impact à partir du 25 août pour six confrontations intra-canadiennes durant lesquelles l'équipe montréalaise rencontre trois fois Vancouver et Toronto. Le stade Saputo est limité à seulement 250 spectateurs et l'Impact sort de cette phase avec trois victoires et trois défaites.
Pour finir la saison, seules des confrontations intra-conférences sont organisées. Pour des raisons de santé publique, l'Impact est contraint de jouer ses matchs à domicile au New Jersey au Red Bull Arena,.
Grâce notamment à une attaque emmenée par Romell Quioto, l'équipe évolue depuis le début de la saison dans la première moitié du classement, mais en septembre, à la suite d'une série de quatre défaites consécutives, l'Impact sort des places qualificatives pour les séries .
Le 28 septembre, non utilisé depuis le début de la saison et bénéficiant d'un salaire conséquent, le gardien Evan Bush, dernier joueur de l’ère NASL encore membre de l’Impact, est échangé aux Whitecaps de Vancouver, après dix saisons avec le club et avoir participé à 195 matchs. Deux semaines plus tard, le joueur désigné Saphir Taïder quitte l'Impact pour l'Arabie Saoudite.
En octobre, des joueurs comme Amar Sejdic mais surtout Bojan s'illustrent et à la suite d'une victoire face aux joueurs vedettes de l'Inter Miami, l'Impact doit alors récolter six points sur ses quatre derniers matchs pour accéder automatiquement au tour préliminaire des séries éliminatoires,. En effet, en raison des perturbations causées par la Covid-19, la MLS permet aux équipes classées de la septième à la dixième place d'accéder à un tour préliminaire des séries.
L'Impact perd pourtant ses trois parties suivantes, mais bénéficiant des mauvais résultats de ses concurrents directs, l'équipe est encore en lice avant d'affronter le D.C. United pour l'ultime match de la saison régulière. Cette dernière partie voit l'impact revenir deux fois au score avant de s'imposer 3 à 2 grâce à des buts de Bojan, Wanyama et Quioto.
L'impact termine la saison à la neuvième place de la conférence (qui comporte quatorze équipes), mais qualifié pour le tour préliminaire des séries.

### Séries éliminatoires
Privé de ses deux milieux défensifs Piette et de Wanyama,  l'Impact sort des séries dès la première partie face au Révolution de la Nouvelle-Angleterre, à la suite d'un but encaissé dans les dernières secondes du temps réglementaire (défaite 2 à 1).

## Joueurs et encadrement technique

### Joueurs étrangers
La ligue attribue huit places de joueurs étrangers à chaque équipe. Le 19 novembre, l'Impact acquiert une place supplémentaire de la part de Nashville SC dans la transaction impliquant Daniel Lovitz. Puis, le 11 février 2020, il acquiert une seconde place supplémentaire de la part des Timbers de Portland contre 150 000 $ d'allocation générale.
| Place | Joueur            | Nationalité |
| ----- | ----------------- | ----------- |
| 1     | Jukka Raitala     | Finlande    |
| 2     | Rudy Camacho      | France      |
| 3     | Orji Okwonkwo     | Nigeria     |
| 4     | Lassi Lappalainen | Finlande    |
| 5     | Bojan Krkić       | Espagne     |
| 6     | Rod Fanni         | France      |
| 7     | Emanuel Maciel    | Argentine   |
| 8     | Luis Binks        | Angleterre  |
| 9     | Victor Wanyama    | Kenya       |

## Transferts
| Date                 | Nom                     | Nationalité | Poste              | Modalité | Provenance/Destination | Ligue              |
| Recrutement hivernal |                         |             |                    | |                        |                    |
| 14 novembre 2019     | Thierry Henry           | France      | Entraineur-chef    | Contrat deux saisons avec une troisième en option                                                           |                        |                    |
| 20 novembre 2019     | Romell Quioto           | Honduras    | Attaquant          | Échange contre Víctor Cabrera et 100 000 $ d'allocation générale                                            | Dynamo de Houston      | MLS                |
| 8 janvier 2020       | Kwame Ampadu            | Irlande     | Entraineur-adjoint | | AS Monaco              | Ligue 1            |
| 14 janvier 2020      | Joel Waterman           | Canada      | Défenseur          | Transfert                                                                                                   | Cavalry FC             | PLCan              |
| 15 janvier 2020      | Ballou Tabla            | Canada      | Milieu             | Transfert                                                                                                   | FC Barcelone B         | Segunda División B |
| 25 janvier 2020      | Zachary Brault-Guillard | Canada      | Défenseur          | Transfert                                                                                                   | Olympique lyonnais     | Ligue 1            |
| 4 février 2020       | Steeven Saba            | Haïti       | Milieu             | Transfert gratuit                                                                                           | Violette AC            | CHFP               |
| 11 février 2020      | Emanuel Maciel          | Argentine   | Milieu             | Transfert gratuit                                                                                           | CA San Lorenzo         | Primera División   |
| 18 février 2020      | Luis Binks              | Angleterre  | Défenseur          | Transfert gratuit                                                                                           | Tottenham Hotspur      | Premier League     |
| 3 mars 2020          | Victor Wanyama          | Kenya       | Milieu             | Transfert gratuit (contrat de trois ans)                                                                    | Tottenham Hotspur      | Premier League     |
| 6 mars 2020          | Jonathan Sirois         | Canada      | Gardien            | Contrat Homegrown Player                                                                                    | Académie               |                    |
| 17 juin 2020         | Keesean Ferdinand       | Canada      | Défenseur          | Contrat Homegrown Player                                                                                    | Académie               |                    |
| 17 juin 2020         | Tomas Giraldo           | Canada      | Milieu             | Contrat Homegrown Player                                                                                    | Académie               |                    |
| 20 juillet 2020      | Mustafa Kizza           | Ouganda     | Défenseur          | Transfert, puis prêté au KCCA FC jusqu'au 1er janvier 2021                                                  | KCCA FC                | Premier League     |
| 1er octobre 2020     | Mason Toye              | États-Unis  | Attaquant          | Échange contre un choix de deuxième ronde au repêchage 2021 et 600 000 $ d'allocation générale              | Minnesota United       | MLS                |
| Départs              |                         |             |                    | |                        |                    |
| 24 octobre 2019      | Wilmer Cabrera          | Colombie    | Entraineur-chef    | Contrat non renouvelé                                                                                       |                        |                    |
| 19 novembre 2019     | Daniel Lovitz           | États-Unis  | Défenseur          | Échange contre une place de joueur étranger, 50 000 $ d'allocation ciblée et 50 000 $ d'allocation générale | Nashville SC           | MLS                |
| 20 novembre 2019     | Víctor Cabrera          | Argentine   | Défenseur          | Échange avec 100 000 $ d'allocation générale contre Romell Quioto                                           | Dynamo de Houston      | MLS                |
| 21 novembre 2019     | Jason Beaulieu          | Canada      | Gardien            | Option non activée                                                                                          | Wanderers d'Halifax    | PLCan              |
| 21 novembre 2019     | Daniel Kinumbe          | Canada      | Défenseur          | Option non activée                                                                                          | Wanderers d'Halifax    | PLCan              |
| 21 novembre 2019     | Thomas Meilleur-Giguère | Canada      | Défenseur          | Option non activée                                                                                          | Pacific FC             | PLCan              |
| 21 novembre 2019     | Ken Krolicki            | États-Unis  | Milieu             | Option non activée                                                                                          | Timbers 2 de Portland  | USL Championship   |
| 21 novembre 2019     | Bacary Sagna            | France      | Défenseur          | Option non activée                                                                                          |                        |                    |
| 10 février 2020      | Ignacio Piatti          | Argentine   | Milieu             | Rupture de contrat                                                                                          | CA San Lorenzo         | Primera División   |
| 6 mars 2020          | James Pantemis          | Canada      | Gardien            | Prêt (une saison)                                                                                           | Valour FC              | PLCan              |
| 13 août 2020         | Luis Binks              | Angleterre  | Défenseur          | Transfert, puis prêté à l'Impact jusqu'au 1er janvier 2021                                                  | Bologne FC             | Serie A            |
| 28 septembre 2020    | Evan Bush               | États-Unis  | Gardien            | Échange contre un choix de troisième ronde au repêchage 2021                                                | Whitecaps de Vancouver | MLS                |
| 14 octobre 2020      | Saphir Taïder           | Algérie     | Milieu             | Transfert                                                                                                   | Al-Aïn                 | SPL                |

## Compétitions

### Major League Soccer

#### Phase 1
| Match 1                     | Impact de Montréal | 2 - 1   | Revolution de la Nouvelle-Angleterre                                                                                           | Stade olympique, Montréal                    |                                              |
| 29 février 2020 15h00 (HNE) | (Waterman ) Quioto 37e · (Taïder ) Urruti 80e                                                                                           | (1 - 1) | 13e Bunbury ( Penilla) | Spectateurs : 21 006 Arbitrage : Chris Penso | Spectateurs : 21 006 Arbitrage : Chris Penso |
| 29 février 2020 15h00 (HNE) | Rapport |         | | Spectateurs : 21 006 Arbitrage : Chris Penso | Spectateurs : 21 006 Arbitrage : Chris Penso |
| 29 février 2020 15h00 (HNE) | Diop Waterman, Fanni, BinksBrault-Guillard ( 90+2e Sejdic), Piette, Taïder, CorralesUrruti ( 87e Shome), QuiotoBojan ( 77e Lappalainen) | Équipes | Turner Bye, Farrell, Kessler, Jones ( 83e Buchanan)Caldwell ( 46e Zahibo), FagundezPenilla, Bou, Bunbury ( 66e Mancienne)Buksa | Spectateurs : 21 006 Arbitrage : Chris Penso | Spectateurs : 21 006 Arbitrage : Chris Penso |

| Match 2                 | FC Dallas | 2 - 2   | Impact de Montréal | Toyota Stadium, Frisco                        |                                               |
| 7 mars 2020 15h00 (HNE) | (Cannon ) Ondrášek 83e · (Ondrášek ) Pepi 90+6e                                                                                             | (0 - 0) | 59e Urruti ( Okwonkwo) 68e Urruti | Spectateurs : 15 865 Arbitrage : Victor Rivas | Spectateurs : 15 865 Arbitrage : Victor Rivas |
| 7 mars 2020 15h00 (HNE) | Cannon 81e · Ziegler 85e | Rapport | | Spectateurs : 15 865 Arbitrage : Victor Rivas | Spectateurs : 15 865 Arbitrage : Victor Rivas |
| 7 mars 2020 15h00 (HNE) | González Cannon, Hedges, Ziegler, HollingsheadSantos, Tessmann ( 62e Pomykal)Barrios, Ferreira ( 76e Pepi), Picault ( 62e Mosquera)Ondrášek | Équipes | Diop Waterman, Fanni, BinksBrault-Guillard, Piette, Taïder, CorralesUrruti ( 87e Sejdic), Quioto ( 86e Shome)Jackson-Hamel ( 58e Okwonkwo) | Spectateurs : 15 865 Arbitrage : Victor Rivas | Spectateurs : 15 865 Arbitrage : Victor Rivas |

#### TournoiMLS is Back
| Match 3 (groupe C)         | Impact de Montréal | 0 - 1   | Revolution de la Nouvelle-Angleterre | ESPN Wide World of Sports Complex, Bay Lake             |                                                         |
| 9 juillet 2020 20h00 (HAE) | | (0 - 0) | 56e Bou ( Gil) | Spectateurs : Huis clos Arbitrage : Guido Gonzales, Jr. | Spectateurs : Huis clos Arbitrage : Guido Gonzales, Jr. |
| 9 juillet 2020 20h00 (HAE) | Binks 72e | Rapport | 61e Mancienne · | Spectateurs : Huis clos Arbitrage : Guido Gonzales, Jr. | Spectateurs : Huis clos Arbitrage : Guido Gonzales, Jr. |
| 9 juillet 2020 20h00 (HAE) | Diop Raitala, Binks, Fanni, Camacho, Piette ( 84e Lappalainen)Bojan ( 57e Quioto), Okwonkwo ( 46e Brault-Guillard), Taïder, WanyamaUrruti ( 75e Tabla) | Équipes | Turner Alexander Büttner ( 81e Jones), Antonio Delamea Mlinar, Bye, Mancienne ( 67e Kessler)Rowe, CaldwellGil, Penilla ( 86e Buchanan), BouBuksa ( 86e Bunbury) | Spectateurs : Huis clos Arbitrage : Guido Gonzales, Jr. | Spectateurs : Huis clos Arbitrage : Guido Gonzales, Jr. |

| Match 4 (groupe C)          | Impact de Montréal | 3 - 4   | Toronto FC | ESPN Wide World of Sports Complex, Bay Lake      |                                                  |
| 16 juillet 2020 20h00 (HAE) | Quioto 14e ( Maciel) · Taïder 37e (pen.) · Taïder 90+5e (pen.) | (2 - 3) | 8e Laryea ( Pozuelo) · 25e Akinola ( Pozuelo) · 37e Akinola ( Pozuelo) · 83e Akinola ( DeLeon)                                                                  | Spectateurs : Huis clos Arbitrage : Jair Marrufo | Spectateurs : Huis clos Arbitrage : Jair Marrufo |
| 16 juillet 2020 20h00 (HAE) | Maciel 5e | Rapport | | Spectateurs : Huis clos Arbitrage : Jair Marrufo | Spectateurs : Huis clos Arbitrage : Jair Marrufo |
| 16 juillet 2020 20h00 (HAE) | Diop Raitala, Wanyama, Binks ( 46e Fanni)Shome ( 46e Brault-Guillard), Piette, Maciel ( 73e Jackson-Hamel), Taïder, CorralesUrruti ( 68e Bojan), Quioto ( 78e Okwonkwo) | Équipes | Westberg Laryea ( 86e Shaffelburg), Mavinga, Gonzalez, AuroEndoh ( 59e Ciman), Delgado ( 66e Fraser), Bradley, Piatti ( 66e DeLeon)PozueloAkinola ( 86e Dorsey) | Spectateurs : Huis clos Arbitrage : Jair Marrufo | Spectateurs : Huis clos Arbitrage : Jair Marrufo |

| Match 5 (groupe C)          | Impact de Montréal | 1 - 0   | D.C. United | ESPN Wide World of Sports Complex, Bay Lake        |                                                    |
| 21 juillet 2020 22h30 (HAE) | Taïder 31e ( Bojan) | (1 - 0) | | Spectateurs : Huis clos Arbitrage : Alex Chilowicz | Spectateurs : Huis clos Arbitrage : Alex Chilowicz |
| 21 juillet 2020 22h30 (HAE) | Urruti 42e · Quioto 90+1e · Jackson-Hamel 90+4e                                                                                            | Rapport | 35e Felipe · 42e Higuaín · | Spectateurs : Huis clos Arbitrage : Alex Chilowicz | Spectateurs : Huis clos Arbitrage : Alex Chilowicz |
| 21 juillet 2020 22h30 (HAE) | Diop Brault-Guillard ( 86e Shome), Fanni, Binks, CorralesPiette, Wanyama, TaïderUrruti ( 69e Okwonkwo), BojanQuioto ( 90+1e Jackson-Hamel) | Équipes | Hamid Mora, Birnbaum, Brillant, Odoi-Atsem ( 70e Higuaín)Moreno ( 83e Fisher), CanouseAsad ( 70e Kamara), Felipe, Gressel ( 52e Paredes)Segura ( 83e Yow) | Spectateurs : Huis clos Arbitrage : Alex Chilowicz | Spectateurs : Huis clos Arbitrage : Alex Chilowicz |

| Huitièmes de finale         | Orlando City SC | 1 - 0   | Impact de Montréal | ESPN Wide World of Sports Complex, Bay Lake            |                                                        |
| 25 juillet 2020 20h00 (HAE) | Akindele 60e | (0 - 0) | | Spectateurs : Huis clos Arbitrage : Marcos de Oliveira | Spectateurs : Huis clos Arbitrage : Marcos de Oliveira |
| 25 juillet 2020 20h00 (HAE) | Moutinho 62e · Gallese 81e · Dike 90e | Rapport | | Spectateurs : Huis clos Arbitrage : Marcos de Oliveira | Spectateurs : Huis clos Arbitrage : Marcos de Oliveira |
| 25 juillet 2020 20h00 (HAE) | Gallese Ruan ( 87e Smith), Antônio Carlos, Jansson, MoutinhoMéndez ( 83e Dezart), RosellMueller ( 83e Schlegel), Pereyra ( 75e Perea), NaniAkindele ( 75e Dike) | Équipes | Diop Brault-Guillard, Fanni ( 72e Lappalainen), Binks, CorralesWanyamaOkwonkwo ( 46e Raitala), Piette ( 87e Urruti), Taïder, QuiotoBojan ( 64e Jackson-Hamel) | Spectateurs : Huis clos Arbitrage : Marcos de Oliveira | Spectateurs : Huis clos Arbitrage : Marcos de Oliveira |

#### Phase 2
| Match 6                  | Impact de Montréal | 2 - 0   | Whitecaps de Vancouver | Stade Saputo, Montréal                                         |                                                                |
| 25 août 2020 20h00 (HAE) | Quioto 18e ( Taïder) · Lappalainen 40e ( Maciel)                                                                                                 | (2 - 0) | | Spectateurs : 250 (Huis clos partiel) Arbitrage : Drew Fischer | Spectateurs : 250 (Huis clos partiel) Arbitrage : Drew Fischer |
| 25 août 2020 20h00 (HAE) | Jackson-Hamel 85e | Rapport | 85e Cornelius · | Spectateurs : 250 (Huis clos partiel) Arbitrage : Drew Fischer | Spectateurs : 250 (Huis clos partiel) Arbitrage : Drew Fischer |
| 25 août 2020 20h00 (HAE) | Diop Camacho, Binks, RaitalaBrault-Guillard, Wanyama, Maciel, Lappalainen ( 66e Okwonkwo)Piette, Taïder ( 55e Urruti)Quioto ( 79e Jackson-Hamel) | Équipes | Hasal Veselinović ( 46e Nerwinski), Rose, CorneliusDájome ( 66e Reyna), Metcalfe ( 46e Owusu), Baldisimo ( 62e Raposo), Teibert, AdnanCavallini, Milinković | Spectateurs : 250 (Huis clos partiel) Arbitrage : Drew Fischer | Spectateurs : 250 (Huis clos partiel) Arbitrage : Drew Fischer |

| Match 7                  | Impact de Montréal        | 0 - 1   | Toronto FC         | Stade Saputo, Montréal                                         |                                                                |
| 28 août 2020 20h00 (HAE) |                           | (0 - 0) | 50e (pen.) Pozuelo | Spectateurs : 250 (Huis clos partiel) Arbitrage : David Gantar | Spectateurs : 250 (Huis clos partiel) Arbitrage : David Gantar |
| 28 août 2020 20h00 (HAE) | Wanyama 57e · Camacho 68e | Rapport | 90+3e Pozuelo      | Spectateurs : 250 (Huis clos partiel) Arbitrage : David Gantar | Spectateurs : 250 (Huis clos partiel) Arbitrage : David Gantar |

| Match 8                        | Toronto FC  | 0 - 1   | Impact de Montréal                                                          | BMO Field, Toronto                               |                                                  |
| 1er septembre 2020 20h00 (HAE) |             | (0 - 1) | Camacho 14e ( Quioto)                                                       | Spectateurs : Huis clos Arbitrage : Drew Fischer | Spectateurs : Huis clos Arbitrage : Drew Fischer |
| 1er septembre 2020 20h00 (HAE) | Pozuelo 59e | Rapport | 45e Camacho · 46e Brault-Guillard · 52e Wanyama · 88e Taïder · 90+7e Maciel | Spectateurs : Huis clos Arbitrage : Drew Fischer | Spectateurs : Huis clos Arbitrage : Drew Fischer |

| Match 9                      | Impact de Montréal | 1 - 2 | Toronto FC | Stade Saputo, Montréal |             |
| 9 septembre 2020 20h00 (HAE) |                    |       |            | Arbitrage :            | Arbitrage : |
| 9 septembre 2020 20h00 (HAE) | Rapport            |       |            | Arbitrage :            | Arbitrage : |

| Match 10                      | Whitecaps de Vancouver | 2 - 4 | Impact de Montréal | BC Place, Vancouver |             |
| 13 septembre 2020 21h30 (HAE) |                        |       |                    | Arbitrage :         | Arbitrage : |

| Match 11                      | Whitecaps de Vancouver | 3 - 1 | Impact de Montréal | BC Place, Vancouver |             |
| 16 septembre 2020 21h30 (HAE) |                        |       |                    | Arbitrage :         | Arbitrage : |

| Match 12                      | Impact de Montréal | 1 - 4 | Union de Philadelphie |  |
| 20 septembre 2020 21h30 (HAE) |                    |       |                       |  |

| Match 13                      | Revolution de la Nouvelle-Angleterre | 3 - 1 | Impact de Montréal |  |
| 23 septembre 2020 17h00 (HAE) |                                      |       |                    |  |

| Match 14          | Red Bulls de New York | 4 - 1 | Impact de Montréal | Red Bull Arena (États-Unis) |
| 27 septembre 2020 |                       |       |                    |                             |

| Match 15       | Impact de Montréal | 2 - 2 | Fire de Chicago |  |
| 3 octobre 2020 |                    |       |                 |  |

| Match 16       | Crew de Columbus | 2 - 1 | Impact de Montréal |  |
| 7 octobre 2020 |                  |       |                    |  |

| Match 17        | Union de Philadelphie | - | Impact de Montréal |  |
| 11 octobre 2020 |                       |   |                    |  |

| Match 18        | Impact de Montréal | - | Revolution de la Nouvelle-Angleterre |  |
| 14 octobre 2020 |                    |   |                                      |  |

| Match 19        | Impact de Montréal | - | Inter Miami CF |  |
| 17 octobre 2020 |                    |   |                |  |

| Match 20        | New York City FC | - | Impact de Montréal |  |
| 24 octobre 2020 |                  |   |                    |  |

| Match 21        | Impact de Montréal | - | Nashville SC |  |
| 27 octobre 2020 |                    |   |              |  |

| Match 22          | Impact de Montréal | - | Orlando City SC |  |
| 1er novembre 2020 |                    |   |                 |  |

| Match 23              | D.C. United | 2-3 | Impact de Montréal | Audi Field |
| 8 novembre 2020 15h30 |             |     |                    |            |

#### Séries éliminatoires
| Barrages                     | Revolution de la Nouvelle-Angleterre | 2 - 1   | Impact de Montréal | Gillette Stadium, Foxborough |                          |
| 20 novembre 2020 19h30 UTC-5 | (Bou ) Gil 38e · (Jones ) Bou 90+5e | (1 - 0) | 61e Quioto ( Camacho) | Arbitrage : Jair Marrufo     | Arbitrage : Jair Marrufo |
| 20 novembre 2020 19h30 UTC-5 | Rapport |         | | Arbitrage : Jair Marrufo     | Arbitrage : Jair Marrufo |
| 20 novembre 2020 19h30 UTC-5 | Turner - Farrell, Jones, Kessler, Buchanan ( 50e Caldwell) - Gil, Bou ( 6e), Polster, Bunbury ( 86e Rennicks), McNamara ( 20e, 63e Nguyen) - Buksa | Équipes | Diop - Corrales ( 43e, 45e Kizza), Binks, Fanni, Brault-Guillard - Sejdic, Maciel ( 57e Okwonkwo), Camacho - Jackson-Hamel ( 57e Toye), Bojan, Quioto | Arbitrage : Jair Marrufo     | Arbitrage : Jair Marrufo |

### Ligue des champions
| Huitième de finale aller    | Deportivo Saprissa | 2 - 2   | Impact de Montréal | Estadio Ricardo Saprissa, San José |                          |
| 19 février 2020 21h00 (HNE) | (Rodríguez ) Venegas 80e · (Bolaños ) Rodríguez 90e                                                                                                 | (0 - 2) | 12e Okwonkwo · 22e Quioto ( Bojan) | Arbitrage : Kimbell Ward           | Arbitrage : Kimbell Ward |
| 19 février 2020 21h00 (HNE) | Rapport |         | | Arbitrage : Kimbell Ward           | Arbitrage : Kimbell Ward |
| 19 février 2020 21h00 (HNE) | Cruz - Salinas ( 46e Barrantes), David, Guzmán ( 66e Rodríguez), Miller - Bolaños, Torres 43e, Angulo 77e, Blanco - Ugalde ( 77e Martínez), Venegas | Équipes | Diop - Camacho ( 17e Waterman), Fanni, Raitala - Brault-Guillard, Sejdic, Piette, Corrales 85e - Okwonkwo ( 28e Urruti), Bojan, Quioto ( 71e Tabla) | Arbitrage : Kimbell Ward           | Arbitrage : Kimbell Ward |

| Huitième de finale retour   | Impact de Montréal | 0 - 0   | Deportivo Saprissa | Stade olympique, Montréal                          |                                                    |
| 26 février 2020 21h00 (HNE) | | (0 - 0) | | Spectateurs : 21 505 Arbitrage : Fernando Guerrero | Spectateurs : 21 505 Arbitrage : Fernando Guerrero |
| 26 février 2020 21h00 (HNE) | Rapport |         | | Spectateurs : 21 505 Arbitrage : Fernando Guerrero | Spectateurs : 21 505 Arbitrage : Fernando Guerrero |
| 26 février 2020 21h00 (HNE) | Diop - Binks, Fanni, Raitala ( 46e Waterman 67e) - Corrales, Piette, Sejdic ( 67e Taïder), Brault-Guillard - Quioto, Bojan ( 78e Jackson-Hamel), Shome 89e | Équipes | Cruz - Cortés ( 71e López), Guzmán 20e ( 71e Martínez), David 37e, Agüero - Blanco, Angulo ( 64e Rodríguez), Torres, Bolaños - Venegas, Ugalde | Spectateurs : 21 505 Arbitrage : Fernando Guerrero | Spectateurs : 21 505 Arbitrage : Fernando Guerrero |

| Quart de finale aller    | Impact de Montréal | 1 - 2   | CD Olimpia | Stade olympique, Montréal                        |                                                  |
| 10 mars 2020 20h00 (HNE) | (Wanyama ) Taïder 47e | (0 - 2) | 15e Bengtson ( Garrido) · 41e Benguché ( Bengtson)                                                                                                | Spectateurs : 20 243 Arbitrage : Adonai Escobedo | Spectateurs : 20 243 Arbitrage : Adonai Escobedo |
| 10 mars 2020 20h00 (HNE) | Rapport |         | | Spectateurs : 20 243 Arbitrage : Adonai Escobedo | Spectateurs : 20 243 Arbitrage : Adonai Escobedo |
| 10 mars 2020 20h00 (HNE) | Diop - Binks, Fanni, Waterman - Corrales, Wanyama 34e, Piette, Taïder, Brault-Guillard ( 46e Okwonkwo) - Quioto ( 72e Tabla), Urruti ( 58e Jackson-Hamel) | Équipes | Menjivar ( 14e Güity) - Mejía ( 90e Cañete), Leverón 70e, Oliva, Núñez 24e - Garrido ( 85e Pinto), Pineda, Flores, Rodriguez - Benguché, Bengtson | Spectateurs : 20 243 Arbitrage : Adonai Escobedo | Spectateurs : 20 243 Arbitrage : Adonai Escobedo |

| Quart de finale retour       | CD Olimpia | - | Impact de Montréal | Exploria Stadium, Orlando |
| 15 décembre 2020 20h00 (HNE) |            |   |                    |                           |